# Karácsony-sziget
Az Ausztráliához tartozó Karácsony-sziget az Indiai-óceánban fekszik, 350 km-re délre Jávától.

## Történelme

### Az első hírek a szigetről
A Karácsony-sziget elszigeteltsége és barátságtalan partjai évszázadokig akadályozták a betelepítését. Brit és holland navigátorok térképein korai tizenhetedik században jelent meg. Nevét William Mynors, a Brit Kelet-indiai Társaság Royal Mary nevű hajójának kapitánya adta, aki 1643. december 25-én, karácsony napján érkezett ide. Első térképét Pieter Goos jelentette meg 1666-ban. Ezen a térképen a sziget neve Moni.
Az első feljegyzett partraszállás 1688 márciusában volt. William Dampier brit tengerész Cygnet nevű hajójával a sziget nyugati partján, a mai Dales falu közelében kötött ki, és két matrózt kiküldött a szigetre, amit lakatlannak találtak.
A következő látogató Daniel Beekman volt, aki ezt 1718-ban megjelent könyvében – A Voyage to and from the Island of Borneo, in the East Indies – írta le. 1771-ben a Pigot nevű indiai hajó keresett sikertelenül horgonyzóhelyet. Legénysége vadon élő disznókat és kókuszpálmákat látott. Nem tudni, hogyan kerülhettek a disznók a szigetre – lehet, hogy a Pigot másik szigeten járt.

### A sziget felderítése
A sziget belsejét 1857-ben az Amethyst legénysége derítette fel. Megpróbálták elérni a sziget legmagasabb pontját, de nem tudták megmászni a sziklákat.
1887-ben a brit haditengerészet Flying Fish nevű hajója Maclear kapitány parancsnoksága alatt jó horgonyzóhelyet talált a ma Flying Fish Cove-nak nevezett öbölben. A legénység kicsi, de érdekes növény- és állatgyűjteményt állított össze. A következő évben az Egeria brit hadihajó fedélzetén Pelham Aldrich és J. J. Lister járt itt, és tíz nap alatt egy nagyobb biológiai és ásványgyűjteményt állítottak össze. Ezt Sir John Murray vizsgálta meg, és felfedezte, hogy a szigeten lerakódott madárürülékben sok a foszfát. Ezért a brit korona 1888. június 6-án annektálta a szigetet.

### Betelepítése és hasznosítása

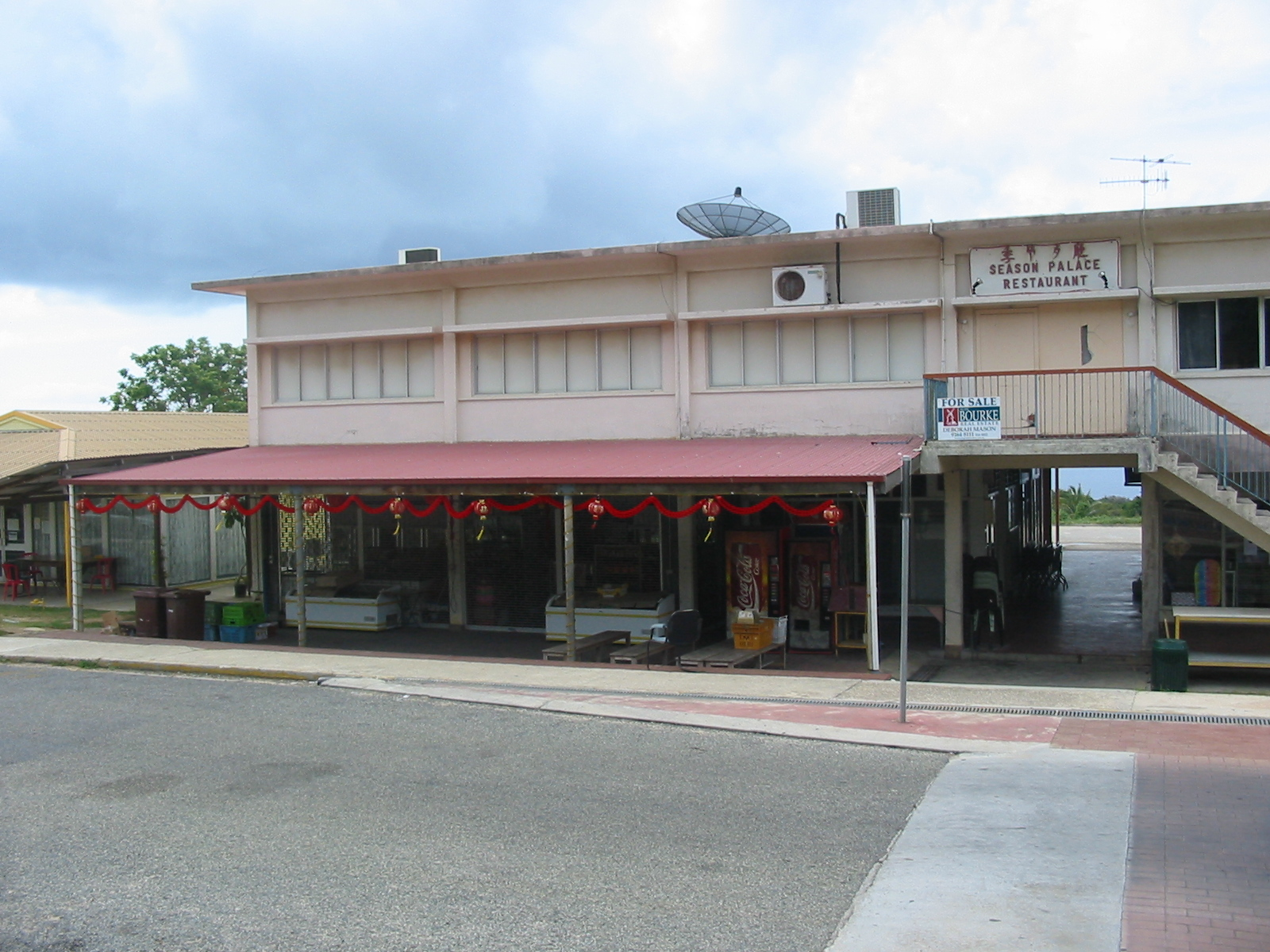
Poonsaan

Röviddel később egy kis telepet létesített Flying Fish Cove-nál G. Cluines Ross, a Karácsony-szigettől 900 km-rel délnyugatra fekvő Kókusz-szigetek tulajdonosa. A telep célja a fakitermelés és a Kókusz-szigetek növekvő iparának ellátása volt.
A foszfátbányászat az 1890-es években kezdődött Szingapúrból, Kínából és Malájföldről szerződtetett munkásokkal. Ezért a lakosság 80%-a ázsiai: 70% kínai (hokkien), 10% maláj, a fennmaradó 20% európai, a brit gyarmatosítók utódai.
A szigetet egy ideig közösen igazgatta a Brit Foszfátbiztos és az Egyesült Királyság Gyarmatügyi Hivatalának Straits Settlements gyarmatra telepített körzeti biztosa, később Szingapúr koronagyarmat része lett.

### Japán megszállás
A japánok 1942-ben foglalták el a szigetet az indiai helyőrség lázadása nyomán. A lakosságot a második világháború végéig internálták.

### Ausztrália külső területe
Ausztrália kérésére az Egyesült Királyság főhatalmát Ausztráliára ruházta; 1957-ben az ausztrál kormány 2,9 millió font sterling kompenzációt fizetett Szingapúrnak az elmaradt foszfátjövedelmekért.
Az első hivatalos ausztrál képviselő 1958-ban érkezett, és 1968-ban neveztek ki a szigetre adminisztrátort. A Karácsony-sziget és a Kókusz-szigetek együttes neve Ausztrál Indiai-óceáni Területek. Az ezt irányító adminisztrátor székhelye 1997 óta a Karácsony-szigeten van. A szigeten az ausztrál állam törvényei érvényesülnek, belső autonómiával nem rendelkezik. 2015-ben azonban folytak egyeztetések a szigetnek nyújtandó autonómiáról.

## Természeti földrajza
A sziget belseje alacsony, erdős dombság. Legmagasabb pontja a Murray Hill (361 m).

## Élővilága

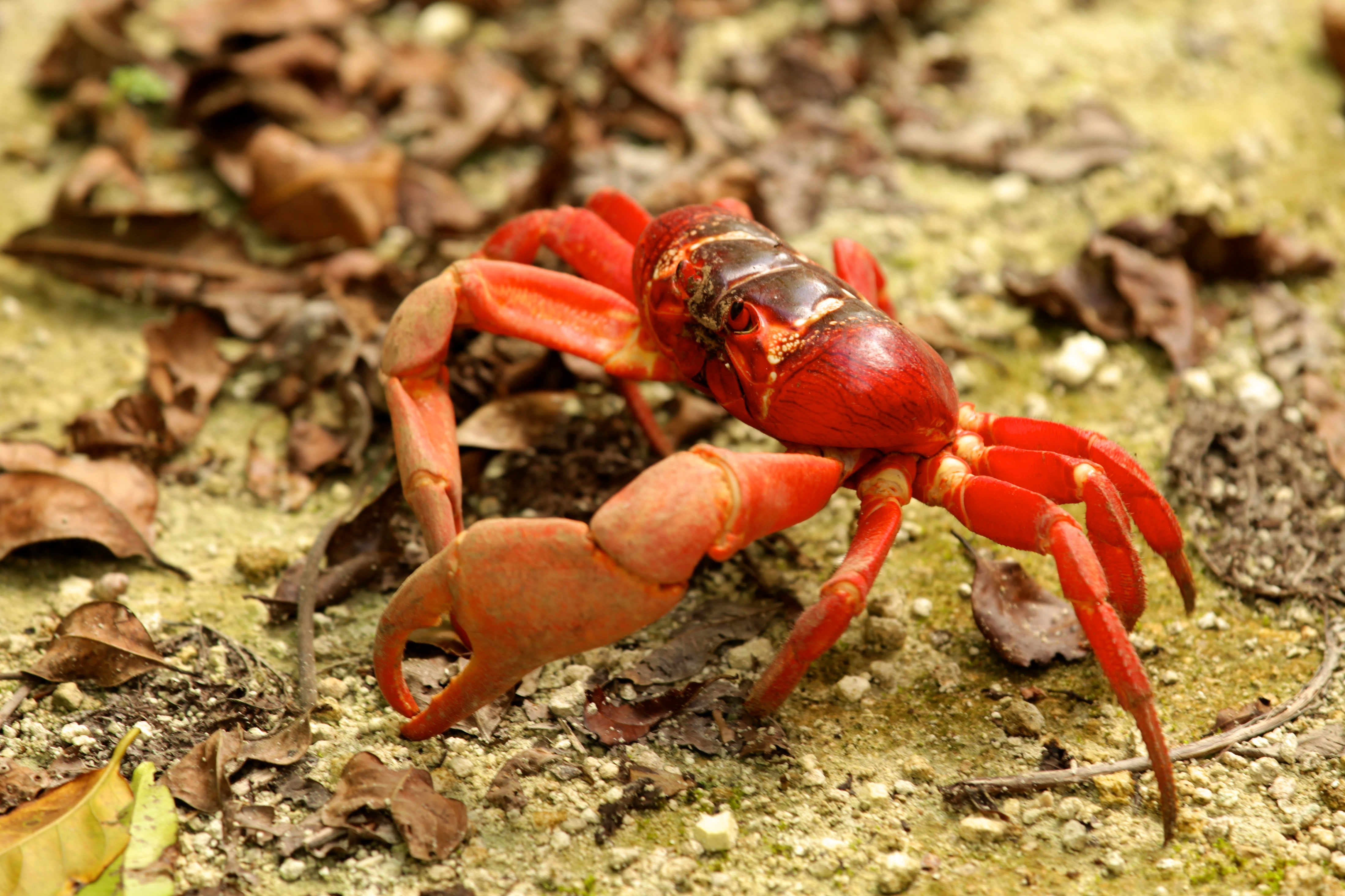
Karácsony-szigeti vörös tarisznyarák (Gecarcoidea natalis))

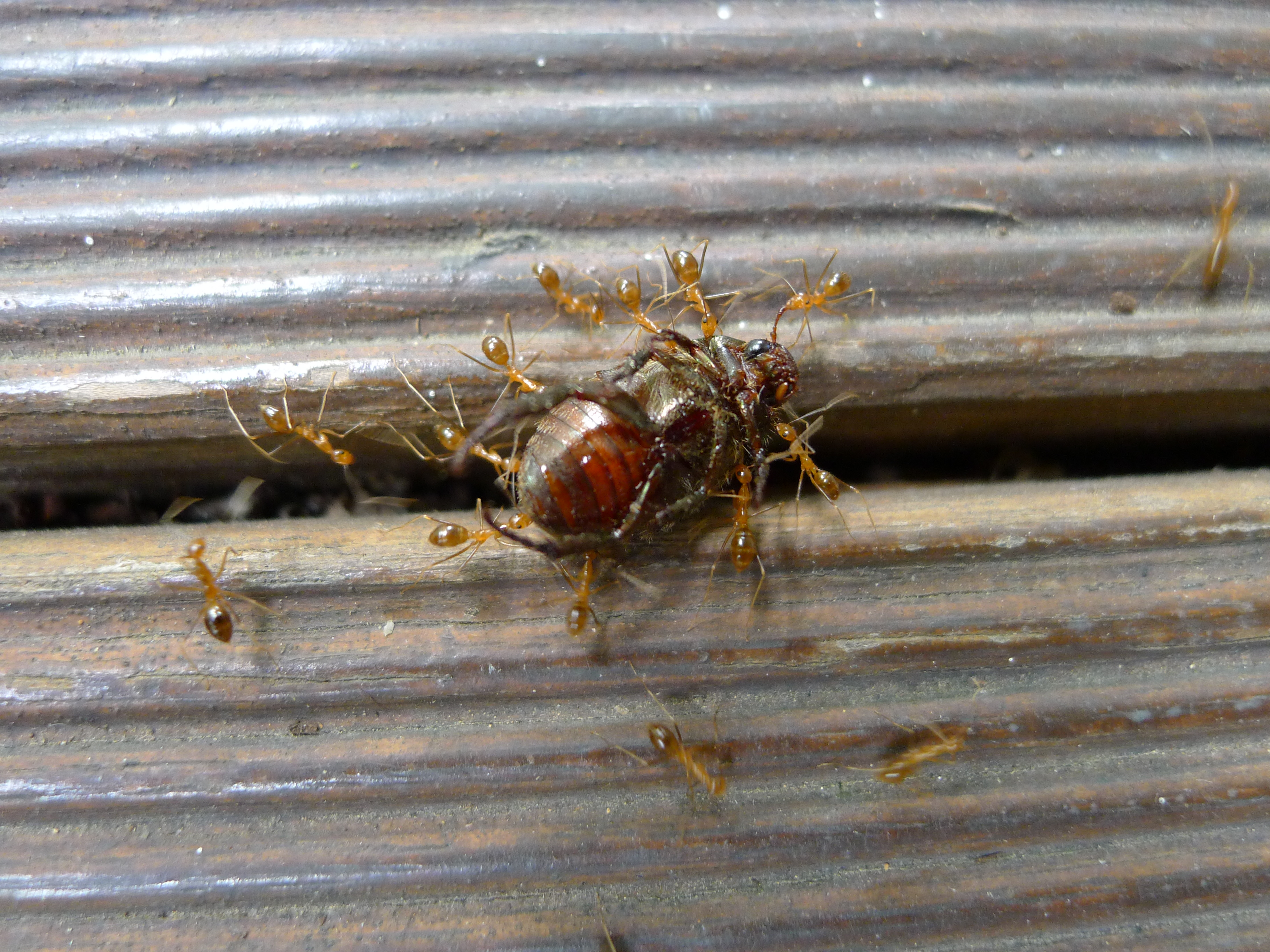
Őrült hangyák (Anoplolepis gracilipes) bogártetemen

Legnevezetesebb élőlénye a vörös rák (Gecarcoidea natalis), mely kizárólag ezen a szigeten fordul elő. Természetes túlszaporodását a sziget betelepítése előtt a McLear-patkány (Rattus macleari) gátolta meg, ez a faj azonban 1903-ban kihalt. A sziget ökoszisztémájában helyét a házi patkány (Rattus rattus) foglalta el; a két faj gyaníthatóan hibridizált is. Az ezredfordulón fő ellenségükké az őrült hangya (Anoplolepis gracilipes) vált; ezt az özönfajt az Ausztrál Népjóléti Tudományos és Ipari Kutatási Szervezet eredményesen irtja.
A sziget egy másik ismert rákfaja az ugyancsak a tízlábú rákok (Decapoda) közé tartozó pálmatolvaj (Birgus latro).
Endemikus bogárfaj a cincérfélék (Cerambycidae) közé tartozó Examnes affinis.
Az állaspókok (Tetragnathidae) közé tartozik a Szunda-szigetektől Ausztráliáig elterjedt Leucauge granulata, az óriás-keresztespókfélékhez (Nephilidae) a Kínától a Fülöp-szigeteken át Ausztráliáig honos Nephila pilipes, és a keresztespókfélék (Araneidae) közé tartozik a Borneótól Ausztráliáig előforduló Argiope modesta. Az ugrópókok (Salticidae) több faja is ismert.
Ismertebb rovarfajok:
- egyenesszárnyúak (Orthoptera):
  - Valanga irregularis – sáskafélék (Acrididae)
  - Oxya orientalis – sáskafélék (Acrididae); endemikus
  - Aiolopus thalassinus tamulus –  sáskafélék (Acrididae)
  - Ornebius flavipalpis – Mogoplistidae; endemikus
  - Phisis listeri – fürgeszöcskék (Tettigoniidae); endemikus

- botsáskák (Phasmatodea):
  - Clitumnus stilpnoides – valódi botsáskák (Phasmatidae), endemikus;

- fülbemászók (Dermaptera):
  - Labidura nigricornis – Chelisochidae
  - Chelisoches morio – Chelisochidae
  - Labia indistincta – Spongiphoridae
  - Labia incerta – Spongiphoridae
  - Labia murrayi – Spongiphoridae
  - Labia subarmata – Spongiphoridae
  - Labia subarmata – Spongiphoridae

- hártyásszárnyúak (Hymenoptera):
  - Anoplolepis gracilipes – hangyák (Formicidae)
  - Polistes balder – valódi darazsak (Vespidae)

- csótányok (Battodea):
  - Balta notulata – kiscsótányok (Blattellidae = Ectobiidae)

- szitakötők (Odonata):
  - Diplacodes bipunctata – laposhasú acsák (Libellulidae)

- félfedelesszárnyúak (Hemiptera):
  - Clovia eximia – Aphrophoridae

A tengerben a parthoz közel egyebek közt muréna (Gymnothorax javancus), a nyílt vizekben planktonevő cetcápa (Rhincodon typus) és Mobula alfredi él.

## Gazdasága
A vezető iparág mindmáig a foszfátbányászat.

## Közlekedése
Vasútvonal személyszállításra nincs, csak egy 24 km-es szakasz épült a foszfátbányák kiszolgálására.
- Közút: 140 km. Mivel a sziget évről évre ismétlődő eseménye a vörös rákok vándorlása, a rákok (és az autógumik) védelmében a közutak mentén kerítések terelik a rákokat az alattuk átvezető rákalagutakhoz.[12]
- Repülőterek száma: 1
- Kikötők száma: 1

## Turizmus
Kötelező oltás, ha fertőzött országból érkezik/országon át utazik valaki:
- Sárgaláz